# 大滩乡 (察哈尔右翼中旗)
大滩乡，是中国内蒙古自治区乌兰察布市察哈尔右翼中旗下辖的一个乡镇级行政单位。

## 行政区划
大滩乡共辖以下地区：
大营子村、大西坡村、花圪台村、大滩村、东湾子村、二合义村、石槽子村、铁圪旦村、丰产坊村、蒙古寺村、十号村、八号村、头号村、石兰哈达村、坝子村、白道梁村、韩庆沟村、财务营村、兴隆泉村、土城子村、庙村、巴圪那村、口圪庆村。